# Frédéric Piguet
Frédéric Piguet è stata un'azienda costruttrice di movimenti per orologi, nata nel 1858 e scomparsa definitivamente nel 2010.

## Storia

### Da Louis-Elisée a Frédéric Piguet (1858-1970)
Louis-Elisée Piguet (1836-1924) inizia la propria attività di orologiaio nel 1858 quando fonda una piccola bottega artigiana chiamata L.E. Piguet a Le Brassus.
Ben presto si specializza nella realizzazioni di complicazioni, creando insieme al fratello Henri moduli appositi da combinare a calibri base: è il caso di moduli di calendario perpetuo, grandi suonerie e ripetizioni minuti da montare su segnatempo da tasca. Un interessante esempio dell'abilità di Louis-Elisée Piguet può essere ravvisata nella contribuzione alla realizzazione dell'orologio da tasca pluricomplicato chiamato "Merveilleuse", risalente al 1878, dotato di ben 12 complicazioni e realizzato insieme a Charles Ami LeCoultre. Di qualche anno più recente (1899) è l'"Universelle", un tasca ancora più complicato e anch'esso realizzato grazie al prezioso contributo di Louis-Elisée Piguet insieme a Jules Audemars e Edward Piguet, soci proprietari di Audemars Piguet.
Fu anche grazie alla vicinanza territoriale ad Audemars Piguet (anch'essa di Le Brassus) e a LeCoultre (di Le Sentier) che Louis-Elisée Piguet sviluppò la propria rete di collaborazione.
I figli di Louis-Elisée Piguet subentrano al padre agli inizi del Novecento cambiando denominazione in Les Fils de L.E. Piguet, e rimanendo alla guida dell'azienda fino al 1938.
Il nome Frédéric Piguet viene infine dato dal nipote di Louis-Elisée, Frédéric, il quale diventa capo dell'azienda a fine anni Trenta.
Dopo essersi specializzata nei moduli per complicazioni, Frédéric Piguet inizia a realizzare anche calibri ultrasottili, come il Frédéric Piguet 21, nato nel 1925 e a lungo detentore del record della sottigliezza per un movimento a carica manuale (solo 1,74 millimetri in 20,4 millimetri di diametro). Questo movimento è stato fornito a numerose Maison quali IWC(come IWC 171), Rolex (Rolex 650), Zenith (53.5), Patek Philippe (i calibri 175 e 177, anche in variante scheletrata), Omega (calibro Omega 700), Longines (310), Corum, Certina, ed altre. Secondo una parte degli esperti, dopo la scadenza del brevetto ventennale che tutelava questo calibro, altre maison hanno realizzato propri calibri ispirandosi in maniera più o meno consistente al FP 21: un esempio è dato dall'ébauche Jaeger-LeCoultre 849 nata nel 1946 (montata su Vacheron Constantin con il nome di 1003, tutt'oggi impiegato, e su Audemars Piguet come 2003) e dal Piaget 9P del 1957.
In Frédéric Piguet viene assunto, nel 1978, Edmond Capt, importante orologiaio ideatore del celebre movimento cronografico automatico Valjoux 7750 (il più utilizzato fino ad oggi), il quale ha l'importante compito di progettare movimenti al quarzo di alta qualità, grazie ai quali l'azienda Frédéric Piguet riesce a soddisfare le nuove necessità del mercato, fortemente orientato nei segnatempo a batteria. Alcuni esempi di calibri al quarzo sono il FP 620, il FP 820 e il FP 8310, forniti a Cartier, Ebel e Audemars Piguet.

### L'importanza di Frédéric Piguet nella rinascita dell'orologeria meccanica (1980-1990)
Nel 1982 Jacques Piguet, erede di Frédéric (che era succeduto al padre alla morte di quest'ultimo, avvenuta nel 1977), decide di rilevare il marchio Blancpain insieme al socio Jean-Claude Biver. Blancpain all'epoca era un marchio dormiente della holding SSIH (Omega/Tissot), la quale era alla ricerca di acquirenti per fare cassa. Blancpain viene così acquistata per 21.500 franchi svizzeri. L'operazione di rilancio di Blancpain si è rivelata un notevole successo e ha comportato il riposizionamento del brand nel panorama dell'alta orologeria mondiale. A partire dal 1983 fino al 1989, vengono rilanciati segnatempo meccanici dotati di vecchi movimenti mai utilizzati. Nascono così i "sei capolavori" di Blancpain, tutti alimentati da calibri Frédéric Piguet. Ognuno dei sei orologi presentati portava con sé uno o più record di sottigliezza o piccolezza (come i cronografi reff. 1185 e 1186, il calendari completi reff. 6395 e 6595, la ripetizione minuti ref. 0033 e il tourbillon volante con otto giorni di riserva di carica e datario ref. 0023), o quantomeno presentava delle soluzioni impensabili per l'epoca, in un periodo in cui molte maison, anche di alto livello, avevano parzialmente convertito la propria produzione ai meccanismi a pila.
Anche grazie alla mission della nuova proprietà di Blancpain di utilizzare esclusivamente movimenti meccanici e di reintegrare le complicazioni, l'intero mondo orologiero tra la seconda metà degli anni Ottanta e i primi Novanta si è riposizionato sui meccanismi automatici o a carica manuale, relegando le produzioni al quarzo solamente per orologi entry level o per un pubblico femminile.
Il primo calibro concepito per Blancpain fu il Frédéric Piguet 6395, un automatico con calendario completo di 21 mm di diametro per 4,9 mm di spessore, che l'ha reso il più sottile calendario completo automatico al momento della sua presentazione.
Il rinnovato interesse da parte di tutto il mondo orologiero per gli orologi meccanici portano Frédéric Piguet a realizzare, nel 1987, il calibro 1180, che diventa il cronografo a carica manuale con ruota a colonne più sottile di sempre, grazie ai suoi 3,95 millimetri di spessore (adottato da numerose aziende tra le quali anche Franck Muller). Lo stesso anno nasce anche il FP 1181, una derivazione dell'1180, ma con in più la funzione di cronografo sdoppiante. Il 1181 diventa il movimento cronografico rattrapante più sottile del mondo (5,35 mm di spessore per 26,2 mm di diametro).
Sebbene in Blancpain non vengano utilizzati movimenti al quarzo (come recitava lo slogan in voga nel periodo), Frédéric Piguet continua a progettare alcuni movimenti a batteria da fornire a terze parti: è il caso dei "mecaquartz" Frédéric Piguet 1270 e 1271 lanciati sul mercato nel 1987 e impiegati da Breitling, Omega, Hublot, Bulgari e Daniel Roth.
L'anno seguente, il 1988, viene presentato invece il Frédéric Piguet 1185, una derivazione sempre del 1180, ma con in più la massa oscillante: al momento della sua presentazione è il cronografo automatico con ruota a colonne più sottile al mondo, con uno spessore di 5,55 millimetri in 26,2 mm di diametro. Questo calibro, montato inizialmente sul Blancpain ref. 1185 del 1989, viene poi scelto da molte aziende terze in virtù della sua qualità: Vacheron Constantin lo adotta per il Phidias cronografo (ref. 49001) e per i crono più eleganti reff. 49002 e 49003, oltre che per gli Overseas ref. 49150 (ribattezzandolo Vacheron Constantin 1137); Audemars Piguet lo impiega (col nome di Audemars Piguet 2385) per i suoi Royal Oak cronografi (reff. 25906, 26320 e molte altre referenze) e per i Millenary crono (ref. 26145), prima di passare ad un calibro di manifattura. Altri utilizzatori sono Breguet (sul Marine Chronograph), che lo ribattezza Breguet 576, Cartier (per il Pasha crono reff. 2111 e 2113), Franck Muller sul Conquistador (ref. 8000), Harry Winston per il suo Premier, Panerai, Gérald Genta, Chopard per l'Imperiale, e Alain Silberstein. Laddove il Lemania 2310 si era affermato come il cronografo a carica manuale per eccellenza, il Frédéric Piguet 1185 è diventato il cronografo automatico di riferimento per quel periodo ed oltre (ed era più sottile del Lemania 2310 nonostante avesse anche la massa oscillante e 20 rubini in più).
Il record di sottigliezza del FP 1185 verrà superato solo dopo oltre trent'anni dal Bulgari BVL 318.

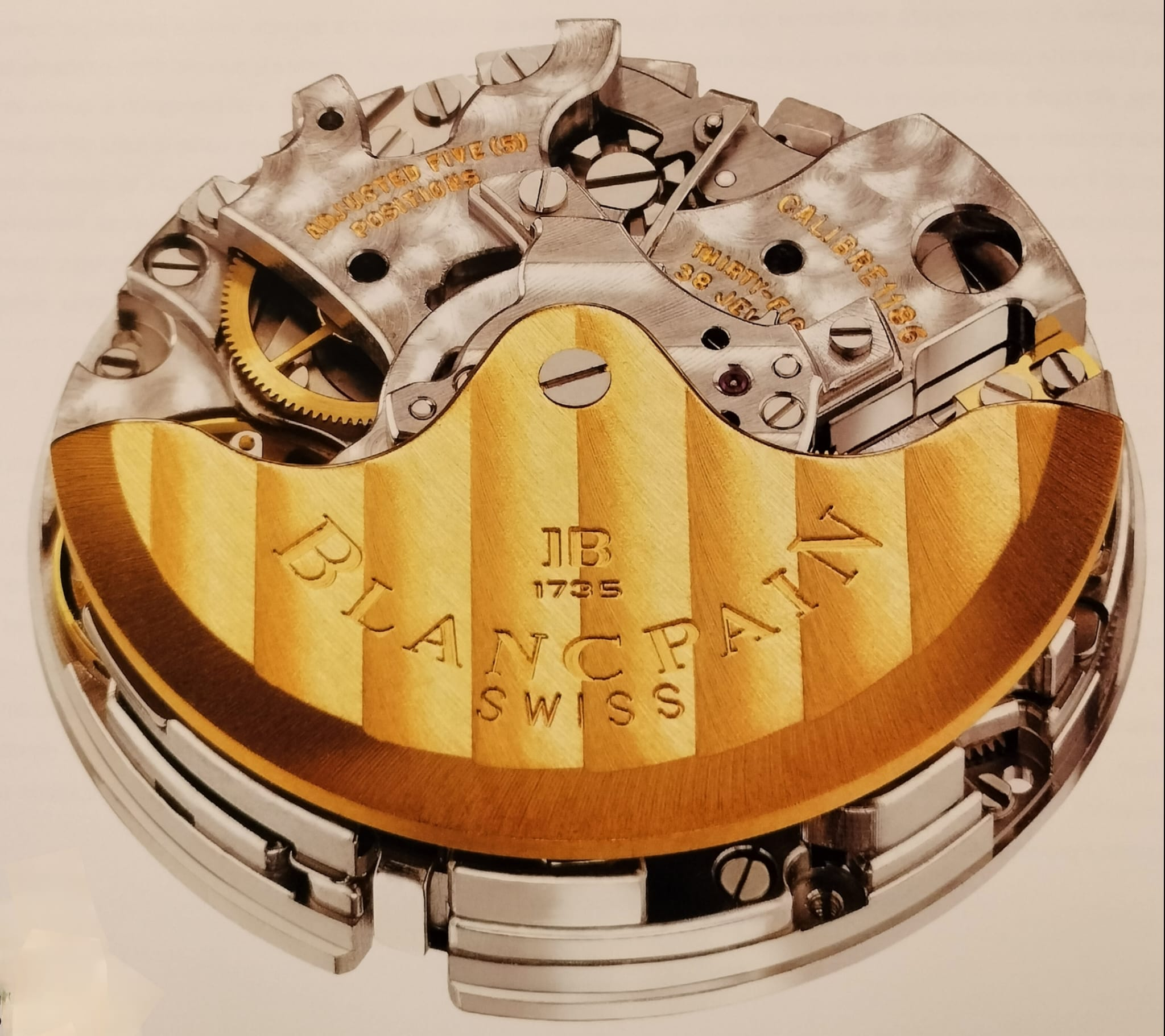
Frédéric Piguet 1186, il primo cronografo automatico rattrapante della storia

L'FP 1185 viene declinato anche in variante rattrapante, ribattezzato FP 1186. L'FP 1186 è stato il primo cronografo automatico rattrapante della storia (venne incassato anche da Omega).
L'FP 1185 è stato utilizzato anche come base per il Blancpain F185, cronografo automatico con funzione flyback, sempre realizzato da Frédéric Piguet e tutt'oggi montato da Blancpain.
Ancora nel 1988 viene presentato il calibro Frédéric Piguet 33, al momento della sua uscita la più piccola ripetizione minuti da polso al mondo (23,9 mm di diametro per 3,3 mm di spessore), progettata da Edmond Capt dopo oltre 10.000 ore di sviluppo.
Un altro importante movimento prodotto da Frédéric Piguet a partire dal 1988 è il FP 1150, un solotempo a carica automatica da 26 mm circa di diametro e dal quale sono derivate numerose varianti, tra cui il FP 1151, tutt'oggi montato dai Blancpain Fifty Fathoms (ed in origine sui Blancpain 2100), su alcuni Breguet Marine e dotato recentemente di spirale in silicio.
In quell'anno è nato anche il Frédéric Piguet 71, un automatico dotato di rotore decentrato, ampiamente utilizzato da Breguet, Corum, Daniel Roth, Blancpain, IWC e Ulysse Nardin.

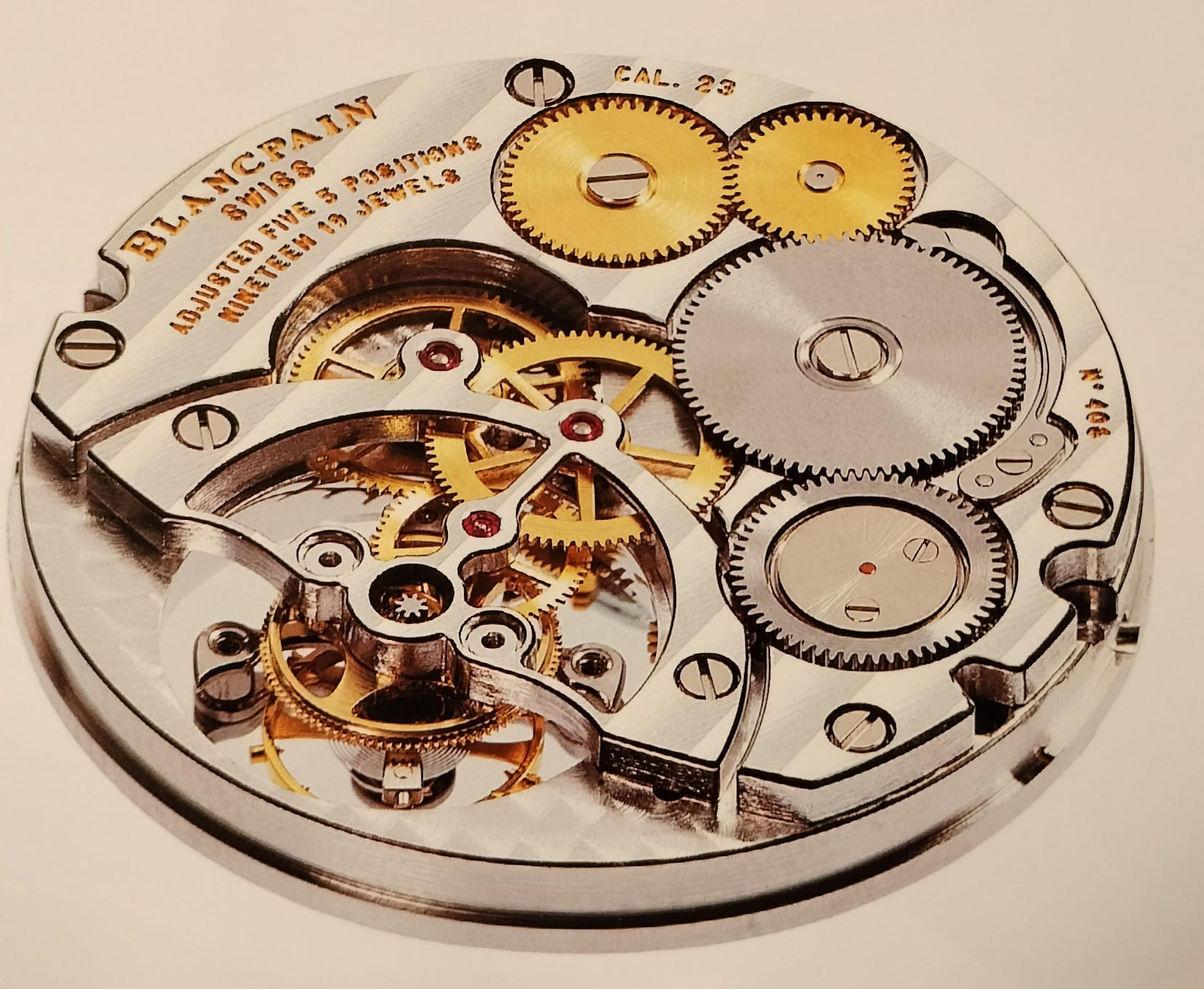
Calibro Frédéric Piguet 23 con tourbillon volante, datario e riserva di carica di 8 giorni, risalente al 1989. Al momento della presentazione era il tourbillon meccanico più sottile al mondo.

Risale al 1989 la ref. 0023, tourbillon volante con otto giorni di riserva di carica e datario, realizzata dall'orologiaio Vincent Calabrese (l'inventore del Corum Golden Bridge), il cui record di sottigliezza è resistito per più di trent'anni (il calibro misurava 26,2 mm di diametro per uno spessore di 3,5 mm), dopo essere stato superato ancora una volta da Bulgari (movimento BVL 288), il quale però adotta una cassa ben più grande dei 33,5 millimetri del Blancpain. Lo stesso anno anche Gérald Genta realizza una ripetizione minuti da polso: lo fa utilizzando il movimento Frédéric Piguet. Il movimento FP 23 si è anche affermato come il primo movimento per orologio da polso dotato di tourbillon volante.

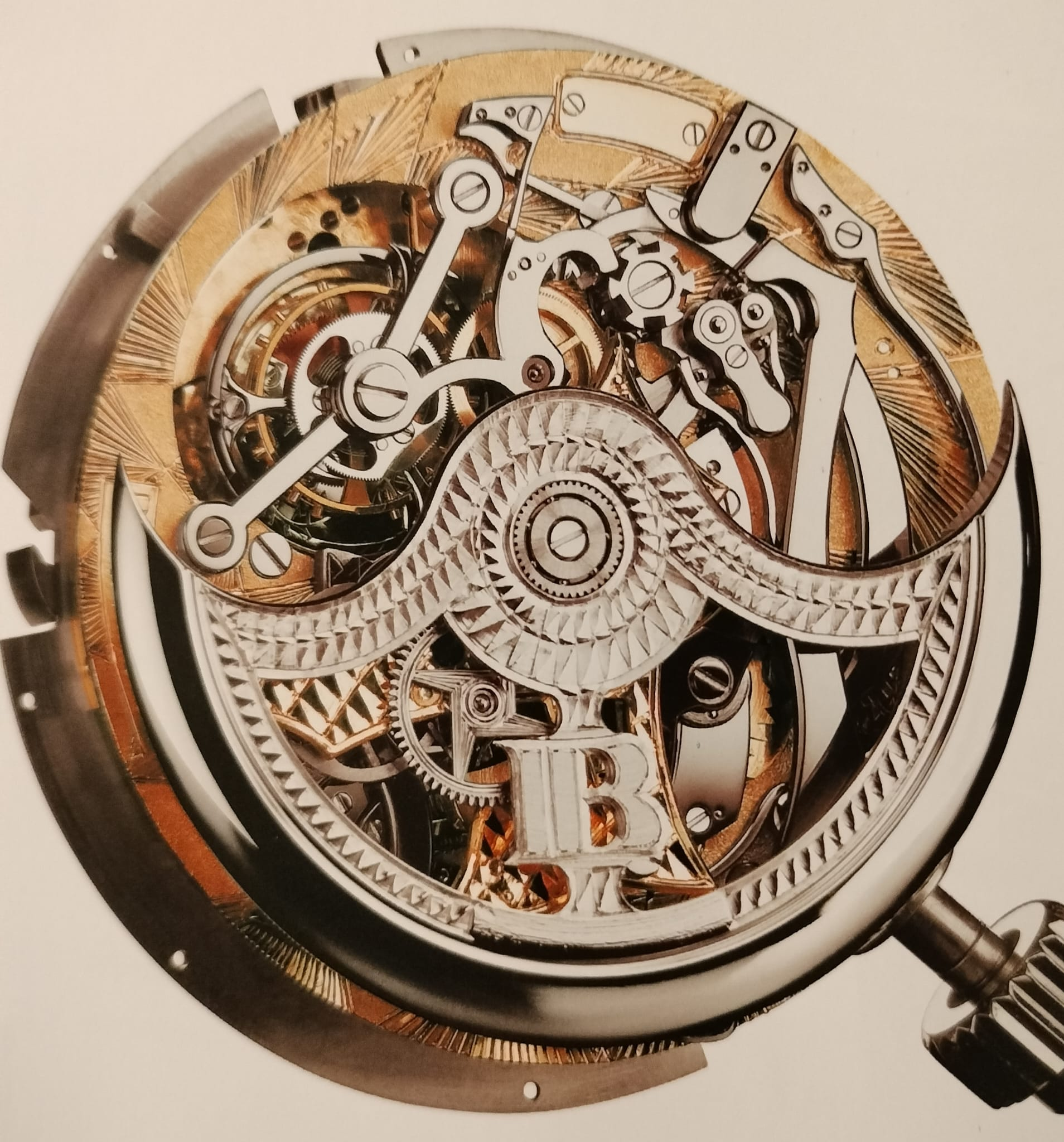
Calibro Frédéric Piguet 1735 dotato di 740 componenti, con ponti in oro rosso.

Nel 1991 Blancpain propone la propria personale idea di sengatempo pluricomplicato, introducendo il 1735 Grande Complication, progettato dall'orologiaio Dominique Loiseau.
Nel 1992, in piena auge di orologi supercomplicati, Franck Muller presenta la sua personalissima interpretazione: il suo orologiaio Paul Gerber, infatti, realizza il calibro 92 basato su un movimento Louis-Elisée Piguet del 1892, originariamente concepito per essere incassato in un orologio da tasca per donna. Questo movimento "base" impiegato da Gerber era dotato di ripetizione minuti, grande e piccola suoneria e modalità silenziosa, a cui l'orologiaio di Franck Muller combina calendario perpetuo con lancetta mese retrograda, cronografo rattrapante e tourbillon volante. Il movimento, più volte modificato da Gerber per volere del committente, Lord Arran, ha stabilito il record (all'epoca) per l'orologio più complicato al mondo, con 1116 componenti. Questo segnatempo è stato chiamato Superbia Humanitas.

### La cessione in SMH/Swatch Group e la fusione in Blancpain (1990-2010)
Nel 1992 Jacques Piguet, senza eredi, vende Blancpain a SMH, holding nata dall'unione di SSIH (da cui Frédéric Piguet aveva nel 1982 rilevato Blancpain) e ASUAG. La cessione di proprietà vede coinvolta non solo l'azienda orologiera di Le Brassus, ma anche Frédéric Piguet stessa, per circa 60 milioni di franchi svizzeri. Se da un lato Piguet fuoriesce da ogni attività lavorativa, Jean-Claude Biver rimane CEO di Blancpain fino al 2002 ed ottiene dal capo di SMH Nicolas Hayek il ruolo di CEO anche di Omega, con l'obiettivo di rilanciare un marchio che negli anni Ottanta era in grande sofferenza. Con l'acquisto di Frédéric Piguet il gruppo SMH si è pertanto trovato a possedere una fabbrica di movimenti di alto livello, dal momento che Lemania era stata ceduta ancora nel 1981 da SSIH a Piaget. Nonostante l'acquisizione, Frédéric Piguet non smette di fornire calibri né a Blancpain né ad altre aziende terze. 

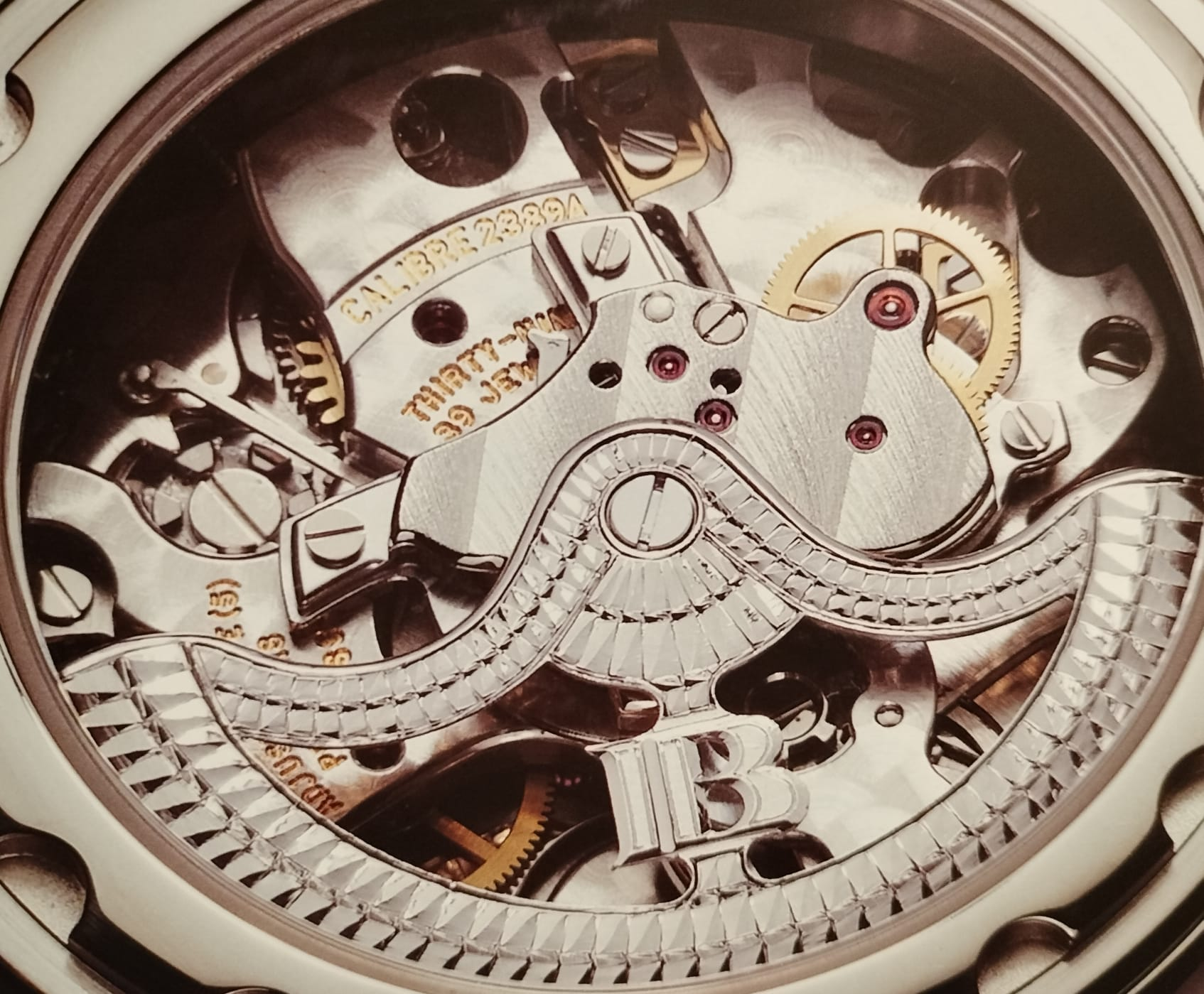
Calibro Frédéric Piguet 23F9A automatico con cronografo rattrapante e tourbillon

Sul finire degli anni Novanta Edmond Capt realizza un altro eccellente calibro in esclusiva per Blancpain: si tratta del Frédéric Piguet 2383, il primo movimento automatico per orologio da polso che abbina un cronografo ad un tourbillon. Tempo dopo il passaggio di proprietà di Blancpain e Frédéric Piguet, Capt si dimette per diventare un orologiaio di Lemania (a quel tempo ribattezzata Nouvelle Lemania e proprietà di Investcorp che controllava anche Breguet). Frédéric Piguet comunque continua a realizzare calibri ultracomplicati, come nel caso dell'automatico FP 5625 dotato di tourbillon, calendario perpetuo e riserva di carica di 8 giorni, o dell'FP 3863, primo movimento ad indicare l'equazione del tempo marciante.
Nel 2010 il marchio Frédéric Piguet cessa di esistere e, dopo essere stato incorporato in Blancpain, viene ribattezzato Manufacture Blancpain.